# Oculto el Sol
Oculto el Sol (en inglés, Hidden Sun) es una película argentina dramática de 2017 producida, escrita y dirigida por Fabricio D´Alessandro. Se estrenó en España el 9 de febrero de 2018. Se desarrolla en Buenos Aires, pero podría ser cualquier ciudad y aborda siete historias alternadas en medio de una jornada de eclipse solar reflexionando sobre la divergencia entre la luz y la oscuridad, el amor y la curiosidad, el pasado y el presente.

## Sinopsis
Tras la llegada de un eclipse solar, Lorenzo descubre que es hijo adoptivo; Laura escapa de su propia boda; Gustavo no quiere salir a escena; Juana es víctima de un hechizo; Clara intenta comunicarse con su hermano; Mora y Ana irrumpen en una propiedad privada; Gina siente extrañas presencias.

## Reparto
Intervienen en el filme los siguientes intérpretes:
- Florencia De Maio como Mora.
- Catalina Bedacarratz como Ana.
- Julieta Zilberbarg como Clara.
- Lucía Tomas como Lucía.
- Rosario Andrea como Rebeca.
- Ramiro Cornidez como Mariano.
- Patricio Cullen como Octavio.
- Javier Errecarte como Federico.
- Ramiro Gringola como Lorenzo.
- Ambra Maniscalco como Gina.
- Alejandra López Molina como Laura.
- Florencia Siaba como Juana.
- Juan Pablo Sierra como Gustavo.
- Pedro Kochdillan como Pedro.

## Producción
Se trata de la ópera prima del director y fue producida íntegramente de manera colaborativa junto a un grupo teatral cuyos miembros han sido conservados a lo largo de todo el proyecto siendo los mismos autores, actores y participantes activos de la película. Oculto el sol se convirtió en un proyecto de cine argentino alineado con el formato de producción blockchain y crowdfunding, en donde cada participante en la película ha sido inversor y obtuvo parte de los beneficios que el film ha conseguido a lo largo del tiempo.

## Rodaje
La película comenzó a rodarse en agosto de 2014, y sus locaciones incluyen varios lugares de los municipios de la ciudad de Buenos Aires, concluyendo en febrero de 2015. 
Para el rodaje se tuvo en cuenta el siguiente dogma: dos actores por secuencia; una sola localización por historia; una única toma por plano; solo ocho jornadas de grabación en total y con un equipo de producción que no superaría las ocho personas. El equipo técnico sería prestado. Las localizaciones debían ser conseguidas gratis o a contraprestación de algún servicio y solo se gastarían 400 dólares para solventar gastos de catering. Llama la atención el resultado que nada le envidia a películas de presupuesto medio.  

## Premios y distinciones
- Selección Oficial XII Festival de Cine Inusual de Buenos Aires. Ganador mejor sonido y mejor dirección de arte.[7]
- Selección Oficial III Festival Internacional de Cine de Noida (India). Ganador a Mejor Música (Ygnacio Bergara) y Mejor Guion.
- Selección Oficial I Festival Arte Non Stop - Buenos Aires. Ganador Mejor director de ópera prima.
- Selección Oficial XII Festival Internacional de Cine Pasto - Colombia.
- Selección Oficial XIII Festival Internacional de Cine de Abuya - Nigeria.